# Julie-Gillette de Pardaillan d’Antin

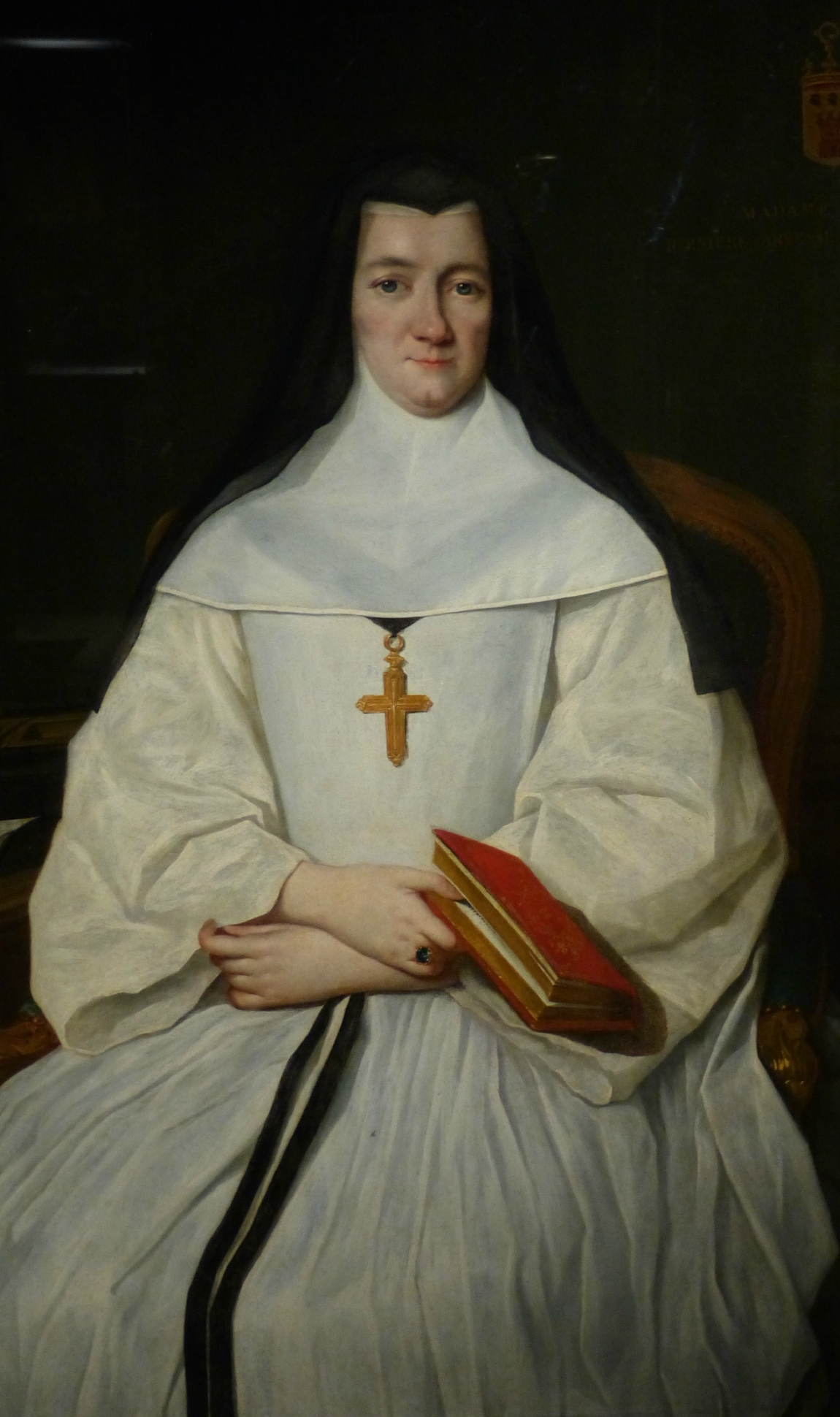
Madame d’Antin

Julie-Gillette de Pardaillan d’Antin (* 1. April 1725 oder 1. Oktober in Paris; † 25. Oktober 1797 ebenda oder 1799 in Auteuil) war die letzte Äbtissin der königlichen Abtei Fontevraud. 

## Leben
Julie-Sophie-Gillette de Pardaillan de Gondrin de Montespan d’Antin (kurz: Julie d’Antin) wurde am 2. April 1725 in der Pariser Pfarrei St-Roch getauft, nach anderen Autoren aber auch am 1. Oktober geboren. Sie war eine Tochter des Herzogs von Antin, Louis II. de Pardaillan, und der Françoise Gillonne de Montmorency-Luxembourg, und damit eine Nachfahrin der Madame de Montespan, der Mätresse Ludwigs XIV.
In der Abtei Fontevraud erzogen und aufgewachsen (unterbrochen von drei Jahren am Hof), wurde sie am 1. Mai 1740 als Novizin eingekleidet und legte am 6. Mai 1743 die Profess ab. Danach war sie Novizenmeisterin und Lehrerin der Prinzessin Sophie von Frankreich, Tochter Ludwigs XV. Als Marie-Louise de Valence 1753 zur Äbtissin ernannt wurde, übernahm sie deren Amt der Großpriorin, bis sie am 14. Mai 1765 vom König selbst zur Äbtissin ernannt wurde.
Als erste Amtshandlung führte die Äbtissin die neue Großpriorin Madame de Crussol Flammarens ein, die seit ihrem sechsten Lebensjahr im Priorat von Paravis erzogen worden war. Anschließend wählte sie den Apostolischen Visitator und ernannte die Provinzvisitatoren und die Beichtväter. Ihre erste Sorge war es, die Privilegien ihres Ordens (vor allem Steuer- und Abgabenbefreiungen) bestätigen zu lassen. Dazu reiste sie nach Paris, wo sie, nachdem sie in der königlichen Abtei Saint Cyr den Segen des Bischofs von Chartres erhalten hatte, alles unternahm, um vom König die nötigen Patente zu erhalten. Nach zwei Jahren Hartnäckigkeit war sie erfolgreich und kehrte am 3. September 1767 mit neuen Patenten (die alten waren von 1720) in die Abtei zurück, wo der Erfolg öffentlich gefeiert wurde.
In den folgenden Jahren widmete sich die Äbtissin der Verwaltung des Ordens, der noch 52 Priorate zählte. Sie kämpfte gegen einen gewissen Mangel an Berufungen, die Eingriffe der Bischöfe und schlichtete Konflikte zwischen Nonnen und Brüdern. Dennoch blieb Fontevraud eine der reichsten Abteien Frankreichs. Sie ließ große Stallungen (um 1785) bauen und kaufte eine neue Orgel für die Abteikirche. Im Hungerwinter 1788 ließ sie große Mengen an Lebensmitteln an die Bedürftigen verteilen.
Der Verlauf der Französischen Revolution machte Fontevraud, wie allen Klöstern, ein Ende. Am 15. Januar 1791 begab sich der neue Bürgermeister Perrin in die Abtei, um die Gemeinschaft der Nonnen darüber zu informieren, dass die Ämter der Äbtissin und der Großpriorin durch die einer Oberin und einer Ökonomin ersetzt worden seien. Daraufhin wurden neue Wahlen durchgeführt, bei der Madame d’Antin von 58 Chorfrauen und 13 Laienschwestern zur Oberin gewählt wurde.
Nach dem Erlass vom 17. August 1792, der die Evakuierung aller Klöster bis zum 1. Oktober 1792 vorschrieb, organisierte sie den weiteren Verbleib und die Versorgung der Nonnen, von denen viele sehr alt waren, und verließ am 30. September 1792, in der Verkleidung einer Bäuerin, selbst das Kloster. Ihren goldenen Äbtissinnenring schenkte sie Perdrian, dem Sohn ihres Verwalters, dem sie auch die Aufsicht über die Abtei übertrug.
Aus der Abtei vertrieben, lebte sie einige Zeit in Vernon in der Normandie, dann in der Umgebung von Angers und zuletzt in Paris, in Begleitung von zwei Schwestern ihrer Abtei, Agathe und Rose Poulet, die sie nicht verlassen wollten. Ein Teil ihrer Familie war bereits nach England geflohen.
Die Angaben zu ihrem Tod sind widersprüchlich. Nach einigen Autoren starb sie am 25. Oktober 1797 (4. Brumaire an VI) im Hôtel-Dieu in Paris, 72 Jahre alt, nach anderen – finanziell unterstützt von ihrer Cousine, der Herzoginwitwe von Orléans – bei einer Verwandten, einer gewissen Madame de Tracy, in Auteuil.